# Provincia di Lopburi
La provincia di Lopburi  è una provincia della Thailandia, nella regione della Thailandia Centrale. Si estende per 6.199,8 km², ha 756.252 abitanti ed il capoluogo è il distretto di Mueang Lopburi. La città principale è Lopburi.

## Geografia antropica

### Suddivisioni amministrative

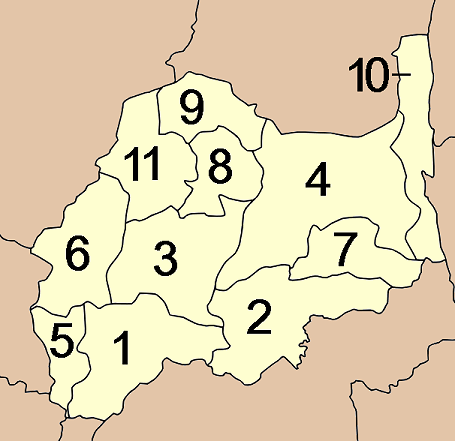
Mappa degli Amphoe

La provincia è suddivisa in 11 distretti (amphoe). Questi a loro volta sono suddivisi in 124 sottodistretti (tambon) e 1110 villaggi (muban).
| 1. Mueang Lop Buri 2. Phatthana Nikhom 3. Khok Samrong 4. Chai Badan 5. Tha Wung 6. Ban Mi | 1. Tha Luang 2. Sa Bot 3. Khok Charoen 4. Lam Sonthi 5. Nong Muang |